# Lee Hae-chan
Lee Hae-chan (chữ Hàn: 이해찬; chữ Hán: 李海瓚; âm Hán Việt: Lý Hải Toản; sinh ngày 10 tháng 7 năm 1952) là cựu thủ tướng của Hàn Quốc. Ông được Tổng thống Roh Moo-hyun tiến cử vào ngày 8 tháng 6 năm 2004, đã được Quốc hội Hàn Quốc thông qua vào ngày 29 tháng 6, và bắt đầu chức vụ vào ngày 30 tháng 6 cùng năm đó. Ông là thành viên của đảng Tự do Uri, và đã được bầu vào Quốc hội 5 lần. Ngày 14 tháng 3 năm 2006, ông đệ đơn từ chức vì xì-căng-đan chơi golf.
Ông đã từng giữ chức Bộ trưởng bộ Giáo dục dưới thời tổng thống Kim Dae-jung từ năm 1998 đến năm 1999. Lúc đó, ông đã đưa ra nhiều chính sách cải tổ giáo dục gây tranh cãi, bao gồm thay đổi chính sách đầu tư giáo dục cho các trường trung học và hạ thấp độ tuổi về hưu của giáo viên.
Việc tiến cử ông vào chức vụ Thủ tướng đã gặp một số trở ngại do thời gian giữ chức Bộ trưởng bộ Giáo dục, mà nhiều người coi như là một sự thất bại. Tuy nhiên, kể từ khi nhậm chức Thủ tướng, ông Lee đã chứng tỏ là một thủ tướng có năng lực, được coi là một vị thủ tướng quyền lực nhất mà Hàn Quốc từng có.
Ngày 1 tháng 3 năm 2006, Hội liên hiệp công nhân ngành đường sắt Hàn Quốc và Hội liên hiệp tàu điện ngầm Seoul cùng tổ chức đình công. Cuộc đình công của cả hai hội liên hiệp đã gây ra hậu quả nghiêm trọng cho hoạt động kinh tế của Hàn Quốc, đặc biệt là khu vực Seoul (là nơi giao thông phụ thuộc rất lớn vào tàu điện ngầm và được điều khiển bởi cả hai hội liên hiệp). Đáng lẽ vào thời điểm đó, ông Lee phải xuất hiện để điều khiển và điều đình với cuộc đình công. Tuy nhiên, ông lại đang chơi golf ở Busan với những doanh nhân địa phương. Điều này khiến công chúng Hàn Quốc bày tỏ sự chán ghét chống lại ông Lee vì đã không quan tâm đến chính phủ và nhân dân.
Ông Lee cũng là người thân của cố hoàng tử Yi Gu (con trai của vị hoàng thái tử cuối cùng của Hàn Quốc).

## Thông tin cá nhân
- Nơi sinh: Cheongyang, tỉnh Nam Chungcheong, Hàn Quốc
- Gia đình: Bố mẹ, vợ, và một con gái.

## Trình độ học vấn
- Tốt nghiệp trường trung học Yongsan ở Seoul vào năm 1971
- Tốt nghiệp đại học quốc gia Seoul vào năm 1985 (bằng cử nhân xã hội học)

## Sự nghiệp
- 1974-1975: Bị cầm tù vì có liên quan đến vụ án Mincheong Hakryeon
- 1988-1992: Thành viên của Quốc hội thứ 13
- 1992-1995: Thành viên của Quốc hội thứ 14
- 1996: Trưởng ban kế hoạch bầu cử
- 1995: Phó chủ tịch phụ trách các vấn đề chính trị, thủ đô Seoul
- 1996-2000: Thành viên của Quốc hội thứ 15
- 1996-1997: Chủ tịch Ủy ban chính sách chính trị mới của Quốc hội
- 1998-1999: Bộ trưởng bộ Giáo dục
- 2000: Chủ tịch Ủy ban chính sách chính trị mới của Quốc hội
- 2000-2004: Thành viên của Quốc hội thứ 16
- 2000: Chủ tịch hội liên hiệp hữu nghị nghị trường Hàn-Áo
- 2001: Chủ tịch Ủy ban chính sách chính trị mới của Quốc hội
- 2003: Thành viên Ủy ban trung tâm của đảng Uri
- 2004:	Thành viên của Quốc hội thứ 17